# J. B. S. Haldane
John Burdon Sanderson Haldane (5. listopadu 1892 Oxford – 1. prosince 1964 Bhuvanéšvar) byl britský genetik a evoluční biolog, který později emigroval do Indie a získal indické občanství. Spolu s Ronaldem Fisherem a Sewallem Wrightem je zakladatelem populační genetiky. V roce 1952 získal Darwinovu medaili od Královské společnosti a v roce 1958 Darwinovu–Wallaceovu medaili od Linného společnosti v Londýně.

## Biografie
Pocházel ze skotské aristokratické rodiny. Vystudoval Eton College a poté New College v Oxfordu. Během první světové války sloužil v Britské armádě. Známé jsou také jeho pokusy, které prováděl sám na sobě s dusivými bojovými plyny. Byl dokonce propagátorem jejich využití – považoval je za humánnější, než výbušné či palné konvenční zbraně.
Mezi lety 1919 a 1922 pracoval na Oxfordu a poté na Univerzitě v Cambridgi, kde učil do roku 1932. Během této doby se zabýval enzymy a genetikou, a to hlavně matematickou stránkou genetiky. Poté přijal místo profesora genetiky na University College London (UCL), kde strávil většinu své akademické kariéry. O čtyři roky později se na UCL stal profesorem biometrie.
Velkým dílem přispěl k rozvoji lidské genetiky a byl jedním ze tří hlavních zakladatelů populační genetiky. Většinou je z těchto tří (zbylí dva jsou Ronald Fisher a Sewall Wright) považován za nejméně důležitého. Jeho nejdůležitějším příspěvkem byla série deseti prací na téma „matematická teorie přírodního a umělého výběru“. Jeho výzkum později ovlivnil moderní evoluční syntézu, která vysvětlila přirozený výběr pomocí Mendelových zákonů dědičnosti.
V roce 1956 se odstěhoval do Kalkaty, kde začal pracovat na Indian Statistical Institute (ISI). Jeho odchod do Indie měl několik příčin, např. nebyl spokojený s aktivitou britské vlády (konkrétně s účastí na Suezské krizi). Mezi důvody patřila i pracovní příležitost a víra, že mu prospěje teplé klima.
Nakonec získal indické občanství. Zajímal se o hinduismus a stal se vegetariánem.
Měl dvě ženy, v roce 1926 si vzal novinářku Charlotte Franken a po rozvodu v roce 1945 si vzal Helen Spurway. Zemřel 1. prosince 1964 na kolorektální karcinom.
Známý je jeho citát: „Nejenom že je vesmír podivnější než si myslíme, je dokonce podivnější, než si dokážeme představit.“